# AC La Dominante
AC La Dominante – włoski klub piłkarski, mający swoją siedzibę w mieście Genua na północy kraju.

## Historia
Chronologia nazw:
- 1927: Associazione Calcio La Dominante – po fuzji klubów Sampierdarenese i Andrea Doria
- 1930: Foot Ball Club Liguria – po fuzji z S.S. Corniglianese
- 1931: klub rozwiązano

Piłkarski klub A.C. La Dominante został założony w miejscowości Genua 27 lipca 1927 roku w wyniku fuzji klubów Sampierdarenese i Andrea Doria. W sezonie 1927/28 zespół debiutował w Divisione Nazionale, gdzie zajął 10.miejsce w grupie B. Sezon 1928/29 zakończył na 10.pozycji w grupie A i został oddelegowany do Serie B. W sezonie 1929/30 był trzecim w końcowej klasyfikacji. Następnie połączył się z Corniglianese i został przemianowany na F.B.C. Liguria. W sezonie 1930/31 startował w Serie B, w której zajął ostatnie 18.miejsce i spadł do Prima Divisione.
Jednak potem fuzja rozpadła się. W 1931 klub został rozwiązany, a Corniglianese, Andrea Doria i Sampierdarenese ponownie startowały w rozgrywkach jako osobne kluby.

## Sukcesy

### Trofea międzynarodowe
Nie uczestniczył w rozgrywkach europejskich (stan na 31-12-2016).

### Trofea krajowe
| \| \| Zdobyte trofea w rozgrywkach Włoch (stan na: 31-05-2017) \| |                                                          |      |                  |
| Rozgrywki                                                         | Osiągnięcie                                              | Razy | Sezon(y)         |
| · Mistrzostwo                                                     | I miejsce                                                | 0    |                  |
| · Mistrzostwo                                                     | II miejsce                                               | 0    |                  |
| · Mistrzostwo                                                     | III miejsce                                              | 0    |                  |
| · Mistrzostwo                                                     | 10.miejsce                                               | 2    | 1927/28, 1928/29 |
| · Puchar                                                          | zdobywca                                                 | 0    |                  |
| · Puchar                                                          | finalista                                                | 0    |                  |
| · Puchar                                                          | nie uczestniczył                                         |      |                  |
| II liga                                                           | I miejsce                                                | 0    |                  |
| II liga                                                           | II miejsce                                               | 0    |                  |
| II liga                                                           | III miejsce                                              | 1    | 1929/30          |
| Włochy                                                            | Zdobyte trofea w rozgrywkach Włoch (stan na: 31-05-2017) |      |                  |

## Stadion
Klub rozgrywa swoje mecze domowe na stadionie del Littorio w Genui, który może pomieścić 15000 widzów.